# Paroy-sur-Tholon
Paroy-sur-Tholon település Franciaországban, Yonne megyében. Lakosainak száma 297 fő (2022. január 1.). Paroy-sur-Tholon Joigny, Champlay, Chamvres és Montholon községekkel határos.

## Népesség
A település népességének változása:
| Lakosok száma | 309  | 299  | 302  | 284  | 287  | 283  | 280  | 289  | 297  |
|               | 2013 | 2015 | 2016 | 2017 | 2018 | 2019 | 2020 | 2021 | 2022 |